# Jamularci
Jamularci (mac. Јамуларци, alb. Jamullara) – opuszczona wieś w gminie miejskiej Sztip w środkowej Macedonii Północny.

## Demografia
Według spisu ludności z 2002 we wsi Jamularci mieszkało 0 mieszkańców.